# Notation3
La Notation 3, généralement appelé N3, est une norme de sérialisation non-XML des modèles RDF, développée pour être lisible par les humains, étant nettement plus compacte et lisible que la notation RDF/XML.

## Norme
En Notation3, chaque triplet RDF (sujet, verbe, objet) doit être écrit dans cet ordre, terminé par un point. Par exemple :
```
<#Patrick> <#connaît> <#Joël> .
```

ou encore en v.o. :
```
<#pat> <#knows> <#jo> .
```

Chaque partie de cette phrase est une URI et seul l'objet peut être un entier ou une chaîne de caractères.
De nombreux raccourcis sont disponibles, par exemple :
```
<#pat> <#knows> <#jo> .
<#pat> <#age> 24 .
```

pourrait être abrégé en :
```
<#pat> <#knows> <#jo> ;
  <#age> 24 .
```

Le point-virgule (;) permet donc d'introduire un nouveau verbe et objet pour le même sujet.
La virgule permet de lister des objets concernant le même sujet et verbe, par exemple :
```
<#pat> <#child>  <#al>, <#chaz> .
```

est équivalent à :
```
<#pat> <#child>  <#al> .
<#pat> <#child>  <#chaz> .
```

## Exemple
Ce modèle RDF en xml standard :
```
<rdf:RDF

    
xmlns:rdf=
"http://www.w3.org/1999/02/22-rdf-syntax-ns#"

    
xmlns:dc=
"http://purl.org/dc/elements/1.1/"
>

  
<rdf:Description
 
rdf:about=
"http://en.wikipedia.org/wiki/Tony_Benn"
>

    
<dc:title>
Tony
 
Benn
</dc:title>

    
<dc:publisher>
Wikipedia
</dc:publisher>

  
</rdf:Description>

</rdf:RDF>

```

peut être écrit en Notation3 :
```
@prefix dc: <http://purl.org/dc/elements/1.1/>.

<http://en.wikipedia.org/wiki/Tony_Benn>
  dc:title "Tony Benn";
  dc:publisher "Wikipedia".

```